# 16. Division (Japanisches Kaiserreich)
Die 16. Division (jap. 第16師団, Dai-jūroku Shidan) war eine Division des Kaiserlich Japanischen Heeres, die 1905 aufgestellt und 1945 aufgelöst wurde. Ihr Tsūshōgō-Code (militärischer Tarnname) war Zaun-Division (垣兵団, Kaki-heidan) bzw. 16D.

## Allgemeine Daten
Die 16. Division war, neben der 13., 14. und 15., eine Division, die gegen Ende des Russisch-Japanischen Krieges aufgestellt wurde. Das Hauptquartier der ca. 15.000 Mann starken Division lag in Kyōto.

## Geschichte der Einheit
Die Division wurde am 18. Juli 1905 unter dem Kommando von General Yamada Nobuyoshi als Karree-Division aufgestellt und bestand aus der 18. Brigade (9. und 19. Infanterie-Regiment) und der 19. Brigade (38. und 55. Infanterie-Regiment), dem 20. Kavallerie-Regiment, dem 22. Feldartillerie-Regiment und dem 16. Pionier- und Transport-Bataillon. Ursprünglich für die Verstärkung der japanischen Truppen in der Mandschurei vorgesehen kam es jedoch nicht mehr zur Verlegung der Division, da im Vertrag von Portsmouth der Krieg offiziell am 5. September 1905 beendet wurde.

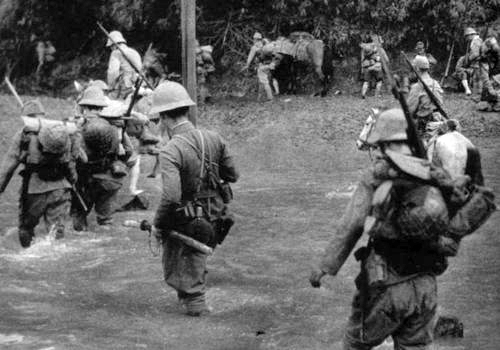
Soldaten der 16. Division während der Invasion der Philippinen

Während des Zweiten Japanisch-Chinesischen Krieges landete die 16. Division im September 1937 in Tianjin in Nordchina, um an den Operationen entlang der Peking–Hankou-Eisenbahn teilzunehmen. Mitte November 1937 landete sie bei Shanghai und nahm an den Schlachten um Shanghai, Nanking, Xuzhou und Wuhan teil. Sie war auch am Massaker von Nanking beteiligt. Im August 1939 wurde die Division nach Japan zurückbeordert, wo sie in eine triangulare Division umgewandelt wurde. Das abgegebene 38. Infanterie-Regiment bildete später einen Teil der 29. Division.

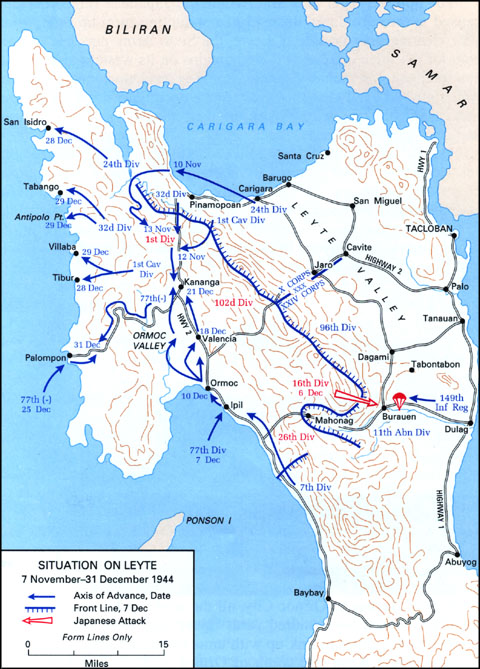
Unterstützende Bodenoffensive der 16. Division während der Operation Te und Operation Wa

Im Dezember 1941 landete die 16. Division als der Teil der 14. Armee, begleitet vom leichten Kreuzer Jintsū, bei Davao City (Mindanao) auf den Philippinen und nahm dort an der Schlacht um die Philippinen teil. Sie verblieb bis April 1944 auf Luzon und wurde anschließend nach Leyte verlegt. Dort war die Division unter Generalleutnant Makino Shiro von Oktober 1944 bis Dezember 1944 in die Schlacht um Leyte verwickelt, in der sie schwerste Verluste hinnehmen musste. Unter anderem war sie an der Operation Wa, einer für die Luftlande-Operation Te unterstützenden Bodenoffensive, beteiligt. Nur 620 Mann der knapp 7000 Mann starken Division überlebten die Schlacht.
Die 16. Division wurde 1945 aufgelöst.

## Gliederung

### 1905
Aufstellung am 18. Juli 1905 als Karree-Division wie folgt:
- 18. Brigade
  - 9. Infanterie-Regiment
  - 19. Infanterie-Regiment
- 19. Brigade
  - 38. Infanterie-Regiment
  - 55. Infanterie-Regiment
- 20. Kavallerie-Regiment
- 22. Feldartillerie-Regiment
- 16. Pionier- und Transport-Bataillon

### 1923
1923 folgte eine Umgruppierung:
- 19. Brigade
  - 9. Infanterie-Regiment
  - 20. Infanterie-Regiment
- 30. Brigade
  - 33. Infanterie-Regiment
  - 58. Infanterie-Regiment
- 20. Kavallerie-Regiment
- 22. Feldartillerie-Regiment
- 16. Pionier-Bataillon
- 16. Sanitäts-Einheit
- 16. Transport-Bataillon
- 16. Signal-Einheit

### 1941
Im August 1941 erfolgte die Umstellung als Triangulare Typ B "Standard" Division wie folgt:
- 16. Infanterie-Divisions Hauptquartier (350 Mann)
  - 16. Infanterie-Brigade
    - 9. Infanterie-Regiment (2850 Mann)
    - 20. Infanterie-Regiment (2850 Mann)
    - 33. Infanterie-Regiment (2850 Mann)

  - 20. Kavallerie-Regiment (August 1942 aufgelöst)
  - 16. Aufklärungs-Regiment (440 Mann, aufgestellt August 1942)
  - 22. Feldartillerie-Regiment (2100 Mann; 12 75-mm-Geschütze, 24 105-mm-Haubitzen)
  - 16. Pionier-Regiment (900 Mann)
  - 16. Signal-Einheit (240)
  - 16. Ordonnanz-Einheit (80 Mann)
  - 16. Feldhospital (Drei Feldhospitäler mit jeweils 250 Mann)
  - 16. Wasserversorgungs- und -aufbereitungs-Einheit (200 Mann)
  - 16. Veterinär-Hospital (50 Mann)
  - 16. Sanitäts-Einheit (700 Mann)

Gesamtstärke: 14.360 Mann

## Führung
Divisionskommandeure
- Yamada Nobuyoshi, Generalleutnant: 18. Juli 1905 – 15. Januar 1913
- Nagaoka Gaishi, Generalleutnant: 15. Januar 1913 – 8. August 1914
- Matsukawa Satoshitane, Generalleutnant: 8. August 1914 – 18. August 1916
- Yamaguchi Masaru, Generalleutnant: 18. August 1916 – 6. August 1917
- Prinz Nashimoto Morimasa, Generalleutnant: 6. August 1917 – 25. November 1919
- Shiki Moriharu, Generalleutnant: 25. November 1919 – 6. August 1923
- Yamada Yoshinosuke, Generalleutnant: 6. August 1923 – 2. März 1926
- Jiro Minami, Generalleutnant: 2. März 1926 – 5. März 1927
- Matsui Saburo, Generalleutnant: 5. März 1927 – 1. August 1930
- Yamamoto Tsuruichi, Generalleutnant: 1. August 1930 – 18. März 1933
- Kaba Atsushi, Generalleutnant: 18. März 1933 – 1. August 1935
- Shibuya Ino, Generalleutnant: 1. August 1935 – 2. Dezember 1935
- Kodama Tomo, Generalleutnant: 2. Dezember 1935 – 2. August 1937
- Kesago Nakajima, Generalleutnant: 2. August 1937 – 15. Juli 1938
- Keisuke Fujie, Generalleutnant: 15. Juli 1938 – 30. August 1939
- Ishiwara Kanji, Generalleutnant: 30. August 1939 – 1. März 1941
- Morioka Susumi, Generalleutnant: 1. März 1941 – 1. August 1942
- Oba Shihei, Generalleutnant: 1. August 1942 – 1. März 1944
- Makino Shiro, Generalleutnant: 1. März 1944 – 10. August 1945